# Ferdinand Swatosch
Ferdinand Swatosch (Simmering, 11 maggio 1894 – 29 novembre 1974) è stato un allenatore di calcio e calciatore austriaco, di ruolo attaccante.

## Biografia
Suo fratello Jakob Swatosch fu a sua volta lui un calciatore.

## Carriera
Fu capocannoniere del campionato austriaco nel 1923.

## Palmarès

### Giocatore

#### Competizioni nazionali
- Campionato austriaco: 4

Rapid Vienna: 1915-1916, 1916-1917, 1918-1919
Wiener Amateur: 1923-1924
- Coppa d'Austria: 2

Rapid Vienna: 1918-1919
Wiener Amateur: 1923-1924